# قائمة الأجسام الطائرة المجهولة المبلغ عنها

الأشكال الأكثر شيوعًا التي أُبْلِغَ عنها في مشاهدات الأجسام الطائرة المجهولة التي جُمِعَت بواسطة قاعدة البيانات عبر الإنترنت لمركز تقارير الأجسام الطائرة المجهولة الوطني (NUFORC)

هذه قائمة بالمشاهدات المبلغ عنها لأجسام طائرة مجهولة الهوية (UFOs) أو ظاهرة شاذة غير محددة (UAP)، والادعاءات ذات الصلة بمواجهات قريبة أو عمليات اختطاف. تعتبر UAP بشكل عام أنها تشمل أي ظاهرة محسوسة محمولة جواً أو مغمورة أو عابرة للوسط لا يمكن تحديدها أو تفسيرها على الفور.    عند التحقيق، يُتَعَرَّف على معظم الأجسام الطائرة المجهولة على أنها أشياء معروفة أو ظواهر جوية، في حين يظل عدد قليل منها غير مبرر.   

## العصور القديمة
| التاريخ    | الاسم                                 | المكان                                                                                       | الوصف |
| ---------- | ------------------------------------- | -------------------------------------------------------------------------------------------- | --- |
| c. 1450 BC | معبد آمون                             | أفريقيا مصر القديمة جبل البركل مصر السفلى                                                    | بعد غزو مدينة نبتة النوبية القديمة، أقام تحتمس الثالث شاهد في معبد آمون، أسفل نتوء جبل البركل. تصف الشاهدة كيف "نزل نجم" ليشعل النار في أعداء تحتمس. وقد اُسْتُشْهِد بهذا من قبل علماء العيون عبر بردية تولي المزعومة، ومن المحتمل أنها عملية احتيال. هذه الترجمة المزعومة - المنشورة في العدد 41 من مجلة Doubt التابعة لجمعية فورتيان - استخدمت مجازات فورتيان مثل "دوائر النار" والأسماك التي "سقطت من السماء ".:369–372 |
| 218 BC     | السفن في السماء                       | أوروبا الجمهورية الرومانية روما، إيطاليا                                                     | أثناء التحضير للحرب البونيقية الثانية ، سجل ليفي معجزات في سماء الشتاء، بما في ذلك ("شوهدت السفن الوهمية وهي تلمع في السماء"). |
| 76 BC      | شرارة من نجم ساقط                     | آسيا الجمهورية الرومانية مقاطعة آسيا                                                         | بالنسبة الى بليني الأكبر ، سقطت شرارة من نجم ونمت أثناء نزولها حتى بدت بحجم القمر. ثم صعد وتحول إلى شعلة. فسر عالم الفلك ريتشارد ستوثرز التقرير على أنه وصف لنيزك متفجر . |
| -73        | جرار النبيذ التي تشبه اللهب من السماء | قالب:Continent code, الجمهورية الرومانية؛ فريجيا، Asia                                       | وفقًا لبلوتارخ ، كان الجيش الروماني بقيادة لوكولوس على وشك بدء معركة مع ميثريداتس السادس ملك بونتوس عندما "انفجرت السماء، وشوهد جسم ضخم يشبه اللهب يسقط بين الجيشين". يذكر بلوتارخ أن شكل القطعة يشبه جرة النبيذ ( بيثوس ). |
| 56 م       | جيش السماء ‏                           | قالب:Continent code, الإمبراطورية الرومانية؛ Judaea                                          | أفاد المؤرخ الروماني اليهودي فلافيوس جوزيفوس بوجود عربات "تندفع عبر السحب" قبل الحرب اليهودية الرومانية الأولى . |
| 196 م      | شعر ملاك ‏                             | قالب:Continent code, الإمبراطورية الرومانية؛ روما، Italia                                    | وصف المؤرخ كاسيوس ديو "مطرًا ناعمًا يشبه الفضة [الذي] نزل من سماء صافية على منتدى أغسطس ". وكتب أنه كان قادرًا على طلاء بعض عملاته البرونزية، ولكن بعد أربعة أيام، اختفى الطلاء الفضي. |
| 740 م      | السفينة الجوية Clonmacnoise ‏          | قالب:Continent code, جزيرة أيرلندا؛ Teltown in مقاطعة ميث, and Clonmacnoise in مقاطعة أوفالي | عدة مجموعات من السجلات الأيرلندية ، تلك الخاصة بـ Ulster ، وTigernach ، و Clonmacnoise ، و Four Masters ، تحتوي على إدخالات مفادها أن " السفن مع أطقمها شوهدت في الهواء ". |